# X-Embörök
Az X-Embörök egy magyar képregény. 2003-ban, számos korábbi félretett vagy befejezetlen projekt után, kezdte el megalkotni a szegedi Rozgonyi Zalán, Szabó Gergő és Váradi Gábor, részben az X-Men képregény egyfajta paródiájaként, mindezt szegedi háttérrel és helyszínekkel összehozva. 2011-től nyomtatott formában olvasható.

## Története
Az X-Embörök nevet egy szegedi tájszólást kevésbé ismerő csapattag vetette fel. A képregény kifejezetten paródiának indult, szuperhős műfajban, magyar (pontosabban szegedi, de néha budapesti) szuperhősökkel. A 2000-es évek elején egyre nőtt az igény a magyar képregény-rajongók közt a magyar tematikájú képregények  iránt. A szuperhős vonal eléggé alulreprezentált volt, viszont a hazai környezetbe helyezett szuperhős-történetek szinte csak paródiaként működhetnek. Így született meg 2003-ban az X-Embörök terve, már nevében is célozva a legfőbb inspirációjára, az X-men-re. Érdekesség, hogy eredetileg nem is képregényben gondolkodtak a szerzők, hanem filmben, de mivel az döcögősen haladt, végül 2006-ban leálltak vele és képregény formátumban folytatták. Az első és a második epizód 2007-re elkészült. 2009-ben rendezték meg az I. szegedi képregényfesztivált, itt léptek az alkotók igazán a nagyközönség elé. A második képregényfesztivál idejére elkészült a honlapjuk is (ez 2019 augusztusáig folyamatosan bővült új tartalommal). A harmadik fesztiválra kerültek a képregények először nyomtatott formába, mely egy, a főtörténetből kivágott, de önmagban is kerek történet volt. 2013-ban, a 10 éves jubileumra kiállítás szerveztek a szegedi Somogyi-könyvtárba. Utána az eredeti alkotógárda létszáma leapadt, de közben az ország egyre több részén megrendezett képregény-börzékre, fesztiválokra és egyéb rendezvényekre (mint pl. a Hungarocomix-ra) járva,  valamennyire országos ismertségre is szert tettek. A főtörténet közvetlen folytatása helyett a következő években a szocializmus idején játszódó előzmények készültek. Ezeket számos vendégművész gazdagította, és ezt a "trendet" folytatva a csapat egy olyan, nagyszabású X-Embörök képregény összehozásán dolgozik, melybe több mint 100 képregényrajzoló tett bele egy-egy képet, rajzot, a saját stílusában. Az eredeti rajzoló (Rozgonyi Zalán) távozása óta, egyelőre újra csak webcomicként készülnek az első sorozatot folytató epizódok, illetve vendégművészek bevonásával születnek újabb füzetek.

## Az alkotók

Páran az X-Embörök alkotói közül (Róka László, Váradi Gábor, Berkecz Zoltán, Pusztai Dániel), Szegeden

Az alkotók közül többen is elkezdtek történetet írni, de csak ketten álltak neki rajzolni. Rozgonyi Zalán volt a fő rajzoló a kezdeti időkben, a ceruzarajzait Váradi Gábor húzta ki, majd számítógéppel színezték. Később csatlakozott hozzájuk a szegedi képregényes rajongói körből Pusztai Dániel, akinek már több ötlete is kidolgozásra került (pl. a Vad Hortobágy vagy a Mutánsijesztők). 2022-ben Papp Viktor (aki egyben a Hurok című sorozat rajzolásában is részt vett) is csatlakozott az alkotókhoz.
Váradi Gábor az aktív képregény-készítés mellett képregénytörténetet is tanított a Szegedi Tudományegyetemen, Szabó Gergő illetve Róka László közreműködésével.

## A cselekmények
A képregény főszereplői egy alternatív valóság Magyarországán élnek, ahol nem is igazán a kultúra más, sokkal inkább a hozzáállás (mások vannak a bankjegyeken, más személyek és művek szerepelnek a tananyagban, másról szólnak a nemzeti ünnepek). A gazdasági helyzet ellenben nem más, és ez nem kedvez a főállású szuperhősködésnek. A társadalom kb. 4%-át az úgynevezett mutánsok alkotják, akik vagy torzak vagy emberi külsejűek, de az emberfeletti képességeik mindig egyúttal emberalattiak is. Sőt, sokszor, csak azok. Társadalmuk fölépítése és interakciói a többségi társadalommal, gyakran parodizálnak a valós kisebbségekkel szembeni sztereotípiákat és élethelyzeteket. Egyeseknek civil munkája is van, de van olyan is, aki diliházban tölti előnyugdíjas éveit. Xavér Károly és társai, az X-Embörök, Mágnesvas (születési név: Zsoldos Emil) és a pereputtya, valamint a rejtélyes Baljós úr várja, hogy csapataik összecsaphassanak. Mágnesvas az egész világ elfoglalását tervezi, de legalábbis Szegedét, Baljós úr segítségével a háttérben, míg az X-Embörök csapat ebben szeretné őket megakadályozni. Kivéve köztük (a több mint kétszáz éves) Torkosborzot, aki csak be szeretne rúgni, amit persze a képessége miatt nem igazán tud. Az évek során mintegy száz különböző karakter született meg az alkotók keze alatt.

## Érdekesség
A képregény szereplőinek egy része dél-alföldi nyelvjárásban beszél, és a szövegük (dél-alföldi anyanyelvű) nyelvjárási lektor segítségével készül, így a magyar popkultúrában jellemzően szociolektusként ábrázolt (parasztos) "őzés" itt autentikus beszédmód.

## Az eddigi részek
- X-Embörök: Éjmászó kiszállt? - 2011 - szerzői kiadás (terjedelme miatt nincs ISBN száma)
- X-Embörök: Senki háza - 2012 - - szerzői kiadás (terjedelme miatt nincs ISBN száma)
- A Gonosz Két Útja (kötetnek tervezve, de végül fejezetenként, füzetben):
  - X-Embörök: Mágnesvas újra világuralomra tör - 2013 - szerzői kiadás (ISBN 9789630879057)
  - X-Embörök: Békaember balladája - 2013 - szerzői kiadás (ISBN 9789630879064)
  - X-Embörök: Újra együtt - 2013 - szerzői kiadás (ISBN 9789630879071)
  - X-Embörök: B-terv, C-terv - 2013 - szerzői kiadás (ISBN 9789630879088)
  - X-Embörök: X-Embörök kontra X-Embörök - 2013 - szerzői kiadás (ISBN 9789630879095)
- A Kivételös X-Embörök: Szeged városállam, in: Nero Blanco Comix 9.: Szeged független városállam, Nero Blanco Comix (ISSN 1789-4360), 2014.
- X-Embörök - A Kezdőcsapat 1979: Baromfivész 1. rész - 2016 - szerzői kiadás (ISBN 9789631271416)
- X-Embörök - A Kezdőcsapat 1979: Baromfivész 2. rész - 2018 - szerzői kiadás (ISBN 9786150035994)
- A Kivételös X-Embörök: Szeged városállam, in: Nero Blanco és Pepita Ofélia válogatott kalandjai külön és együtt, Nero Blanco Comix (ISBN 9786155524660), 2022.
- A Röndkívüli X-Embörök: A Mutánsijesztők Éjszakája 1. rész - 2023 - szerzői kiadás (ISBN 9786150192925)

## Lásd még
- Szegedi képregényfesztivál